# Зиемельблазма
Зиемельблазма (латыш. Ziemeļblāzma) — антиалкогольное общество в дореволюционной Риге. Преследовало цели культурного просвещения жителей города. Построенное обществом клубное здание (1913) до настоящего времени используется городом как дворец культуры.

## История
Общество по борьбе с пропагандой алкоголя «Зиемельблазма» было основано на территории современного рижского микрорайона Вецмилгравис в 1904 году благодаря стараниям известного латышского мецената и подвижника Августа Домбровского. Домбровский фактически спонсировал создание и деятельность этого общества, не желая мириться с алкоголизацией населения этой окраины губернского центра. За некоторое время до этого, в 1887 году, он основал неподалёку первую лесопильню, тем самым обеспечив постоянной работой местных жителей, а в 1900 году благодаря его стараниям там же были открыты элементарная школа и детский сад.
Активное участие в деятельности общества «Зиемельблазма» (переводится с латышского языка как «Северное сияние», ранее «Северная заря») принимали видные деятели латышской литературы и общественной мысли: писатель и художник Янис Яунсудрабиньш (1877—1962), который с 1910 по 1913 годы оказывал всяческую поддержку в культурном просвещении населения района. Также следует отметить подвижническую деятельность другого известного латышского прозаика и поэта Леона Паэгле (1890—1926), который в период с 1911 по 1914 год регулярно выступал с докладами на темы национальной и мировой литературы и культуры.
Первое здание было выстроено в 1904 году на деньги мецената Домбровского, однако 21 января 1906 года оно было сожжено карательной экспедицией под руководством генерала Орлова, направленной губернскими властями на подавление беспорядков, вызванных революцией 1905—1907 годов. Ущерб составил 60 тысяч рублей. При экзекуции было расстреляно без суда четверо рабочих лесопилки Домбровского и трое избиты. Об этом факте среди прочих сообщил рижский депутат II Государственной думы, социал-демократ Иван (Янис) Озол, а социал-демократическая фракция Государственной думы внесла 2 апреля 1907 г. запрос в соответствующую комиссию.
Следующее здание, сохранившееся до наших дней, было построено в 1913 году; оно находится по адресу: улица Зиемельблазмас, 36. В первое десятилетие XX века в обществе был основан театр, начал активно выступать хор, открылся зал для художественных выставок и большая библиотека. Визитной карточкой организации были интеллектуально-просветительские вечера вопросов и ответов. Также по инициативе руководителей общества регулярно проводились спортивные мероприятия и детские праздники. Часто устраивались литературные вечера для широких кругов населения района (в основном представителей рабочего класса).

## Современность
В марте 2011 года были начаты работы по реновации Дворца культуры. 4 мая 2013 года, после объёмных реновационных работ, состоялось торжественное открытие Дворца культуры и прилегающего к нему парка.
|  |  |  |  |  |  |  |  |  |  |  |  |  |  |